# Great Reset
The Great Reset ('den store nulstilling', 'den store genstart') er et initiativ fra World Economic Forum (WEF), der har til formål at omforme det globale samfund og økonomien efter COVID-19-pandemien.
Initiativet blev præsenteret af prins Charles
og formand for WEF Klaus Schwab i maj 2020 og sigter mod at forbedre kapitalismen. Investeringer bør derfor være mere rettet mod gensidig fremgang, og der bør lægges mere fokus på miljøinitiativer.
En anmodning (petition) i Canada for at stoppe initiativet indsamlede ca. 80.000 underskrifter i løbet af 72 timer. Det bevirkede at der spredte sig en konspirationsteori, der hævdede at The Great Reset i virkeligheden er et ambitiøst forsøg på at etablere den ny verdensorden.